# Hydatophylax hesperus
Hydatophylax hesperus är en nattsländeart som först beskrevs av Banks 1914.  Hydatophylax hesperus ingår i släktet Hydatophylax och familjen husmasknattsländor. Inga underarter finns listade i Catalogue of Life.